# Lophornis chalybeus
La coqueta verde o coqueta verde sureña (Lophornis chalybeus) es una especie de ave apodiforme de la familia Trochilidae (los colibríes), perteneciente al género Lophornis. Es endémica del litoral sureste de Brasil.

## Distribución y hábitat
Se distribuye por el litoral atlántico del sureste de Brasil, desde Espírito Santo hasta Santa Catarina. Existen ocho registros, el último de 1994, en el noreste de Argentina.
Esta especie es considerada poco común y local en sus hábitats naturales: las selvas húmedas y crecimientos secundarios de baja altitud de la Mata Atlántica hasta los 1000m.

## Características
Los machos de estas coquetas tienen gorgueras coloreadas y eréctiles a los lados del cuello, que acampanan en el cortejo cuando se ciernen ante una hembra. El nido, pulcro y liado con telarañas, descansa sobre una rama.
Físicamente los sexos de esta especie son muy diferentes. Este ave es sedentaria y cuando llega su época de apareamiento, en la puesta no suelen aparecer más de dos huevos.

## Sistemática

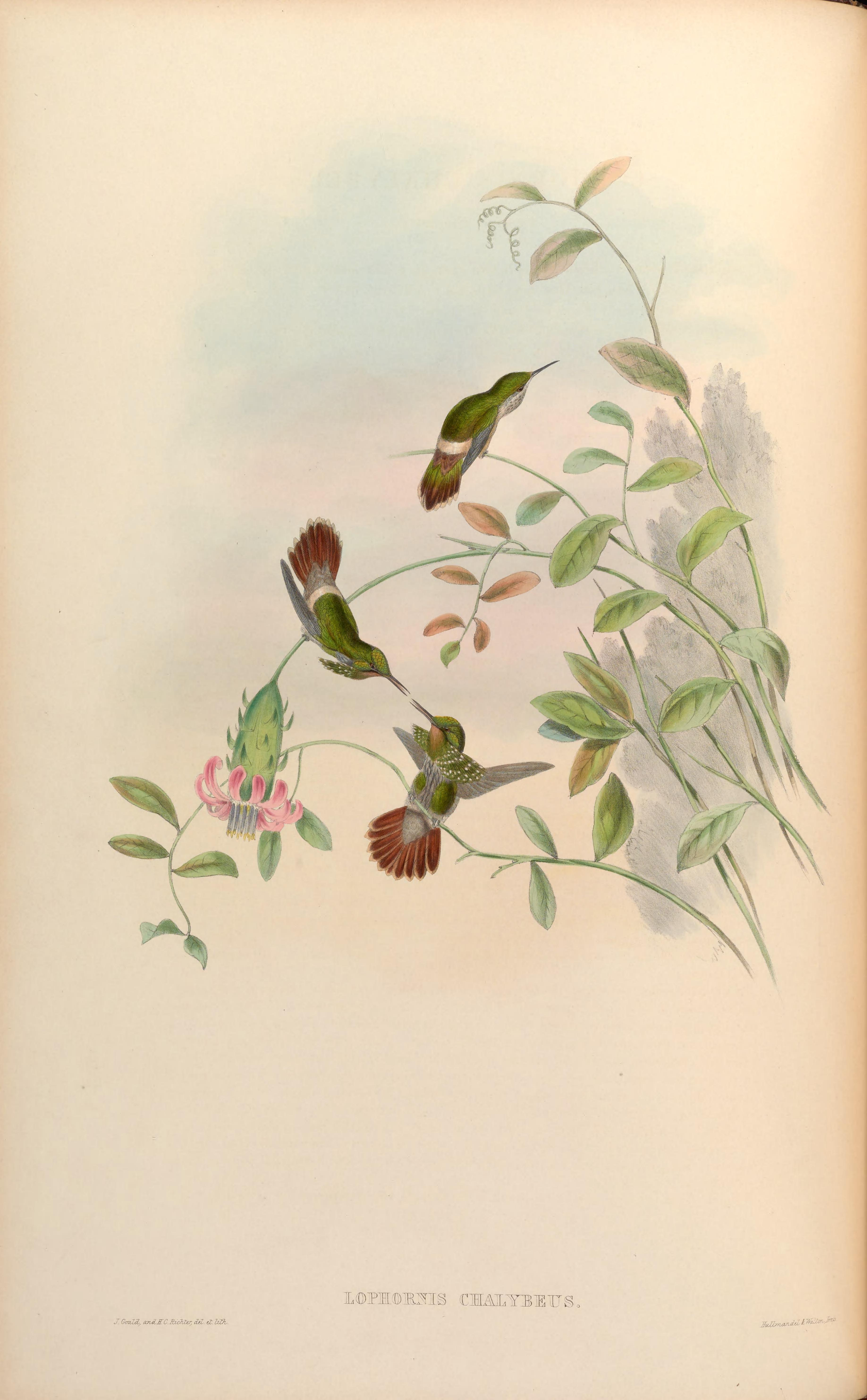
Lophornis chalybeus ilustración de Gould y Richter en A monograph of the Trochilidae, or family of humming-birds 3, 1861.

### Descripción original
La especie L. chalybeus fue descrita por primera vez por el naturalista neerlandés Coenraad Jacob Temminck en 1821 bajo el nombre científico Trochilus chalybeus; su localidad tipo es: «Brasil».

### Etimología
El nombre genérico masculino «Lophornis» se compone de las palabras del griego «lophos» que significa ‘cresta, tufo’, y «ornis» que significa ‘pájaro’; y el nombre de la especie «chalybeus», en latín significa ‘acerado, duro como acero’.

### Taxonomía
La especie Lophornis verreauxii (junto a la subespecie klagesi) fue tradicionalmente tratada como una subespecie de la presente, pero fueron recientemente separadas con base en las diferencias morfológicas y de comportamiento. La elevación al rango de especie fue reconocida en la Propuesta No 833 al Comité de Clasificación de Sudamérica (SACC), en mayo de 2019.
Junto a sus especies hermanas Lophornis pavoninus y L. verreauxii ya fueron colocadas en el pasado en un género Polemistria. Es monotípica.